# Croglin Water
Croglin Water är ett vattendrag i Storbritannien.   Det ligger i riksdelen England, i den centrala delen av landet, 400 km norr om huvudstaden London.